# Festung Dömitz

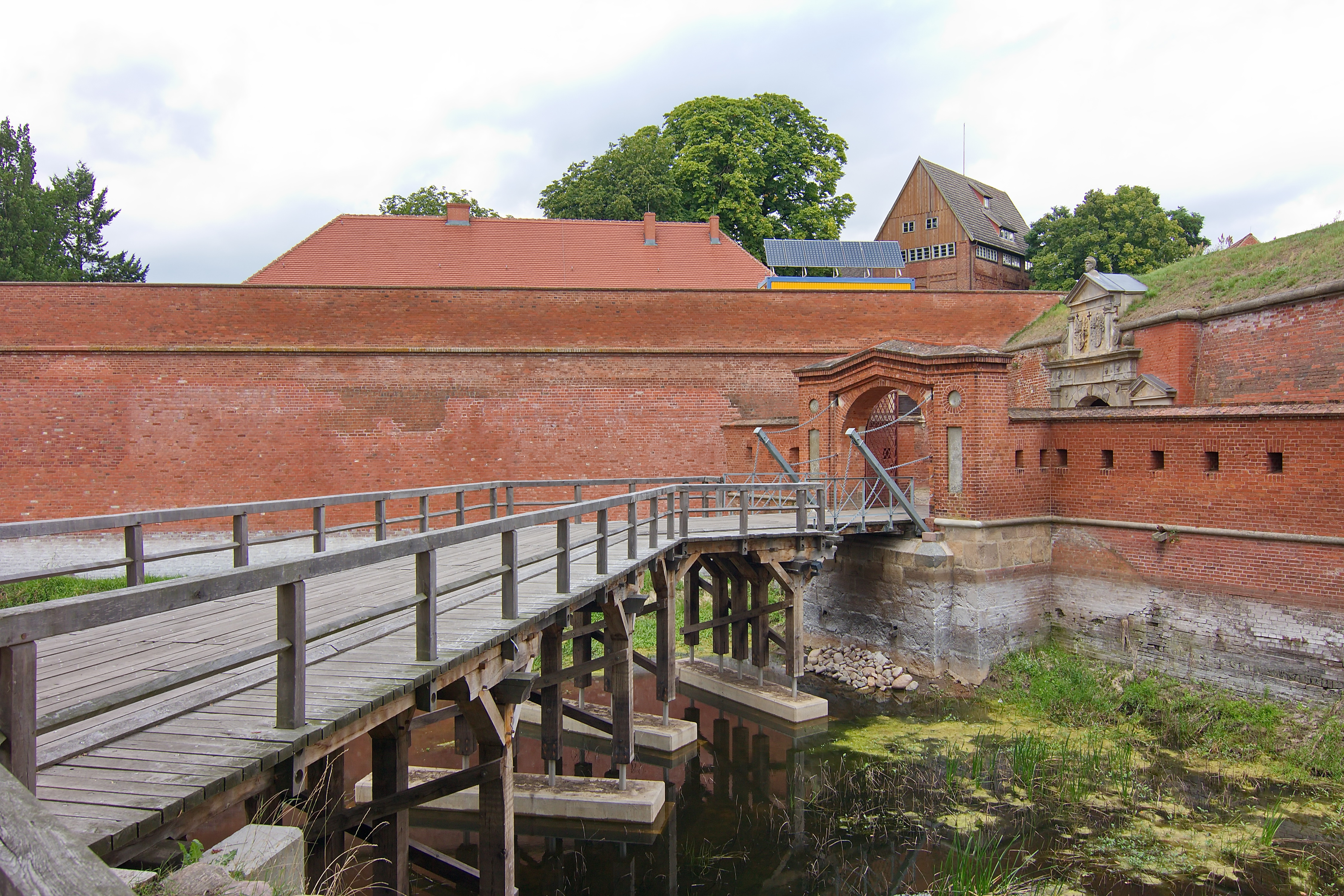
Zugang mit dem Nachbau der Zugbrücke (2013)

Die Festung Dömitz in Mecklenburg-Vorpommern liegt strategisch günstig an der Elbe in der Stadt Dömitz.

## Geschichte

### Vorgeschichte

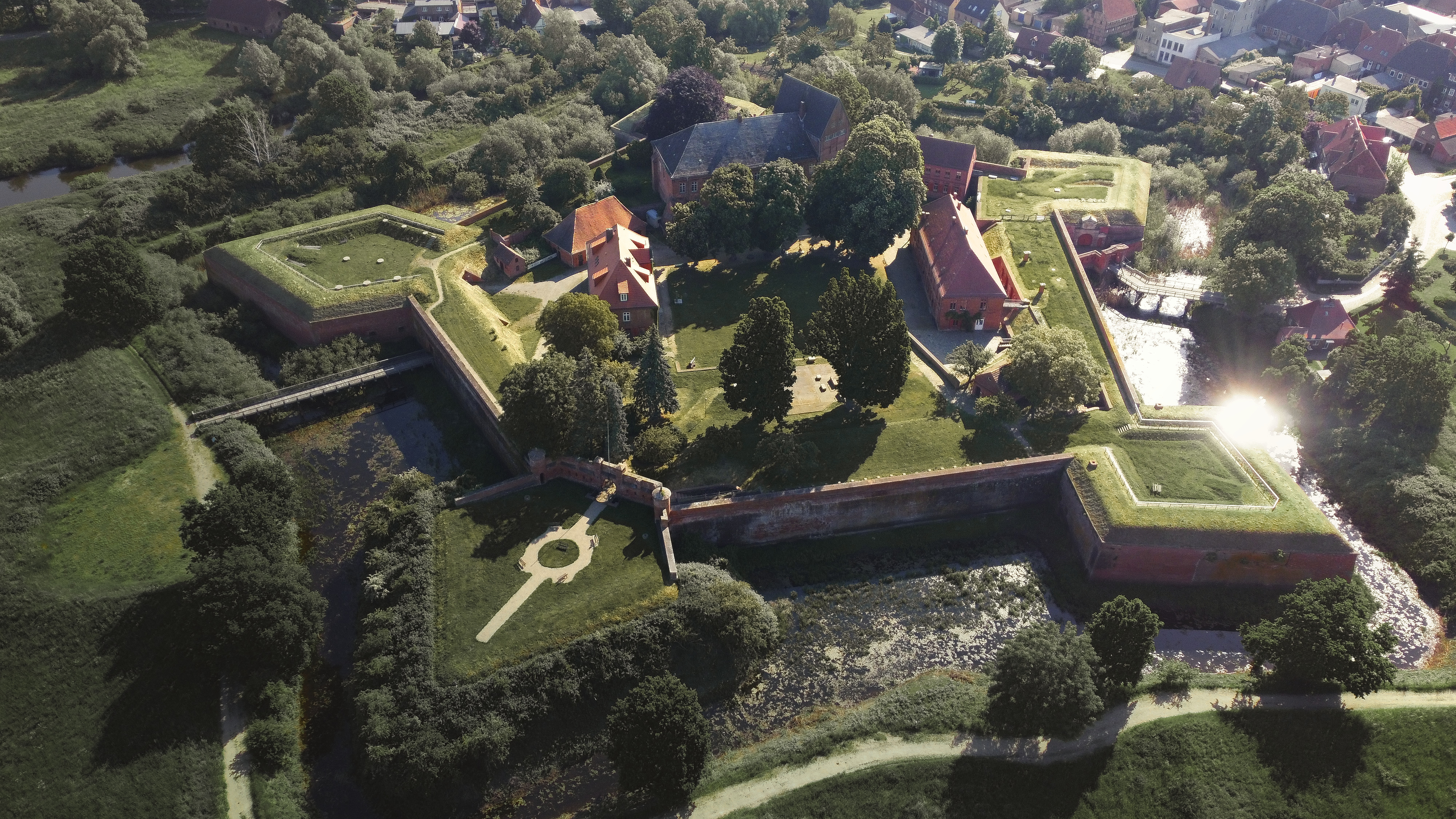
Luftbild Festung Dömitz

Durch die Elbe geschützt wurde im 13. Jahrhundert eine Rundburg auf einer hochwasserfreien Stelle errichtet. Von den Gebäuden, die aus Feldsteinen und Ziegelsteinen errichtet wurden, ist wenig überliefert. Die Fundamente eines runden Turmes wurden bei Ausgrabungen im Festungshof nachgewiesen. Gebäudesubstanz vom Palas und von einem wenige Meter weiter westlich stehenden Turm ist im heutigen Museumsgebäude noch im unteren Bereich vorhanden.

### Die Erbauer

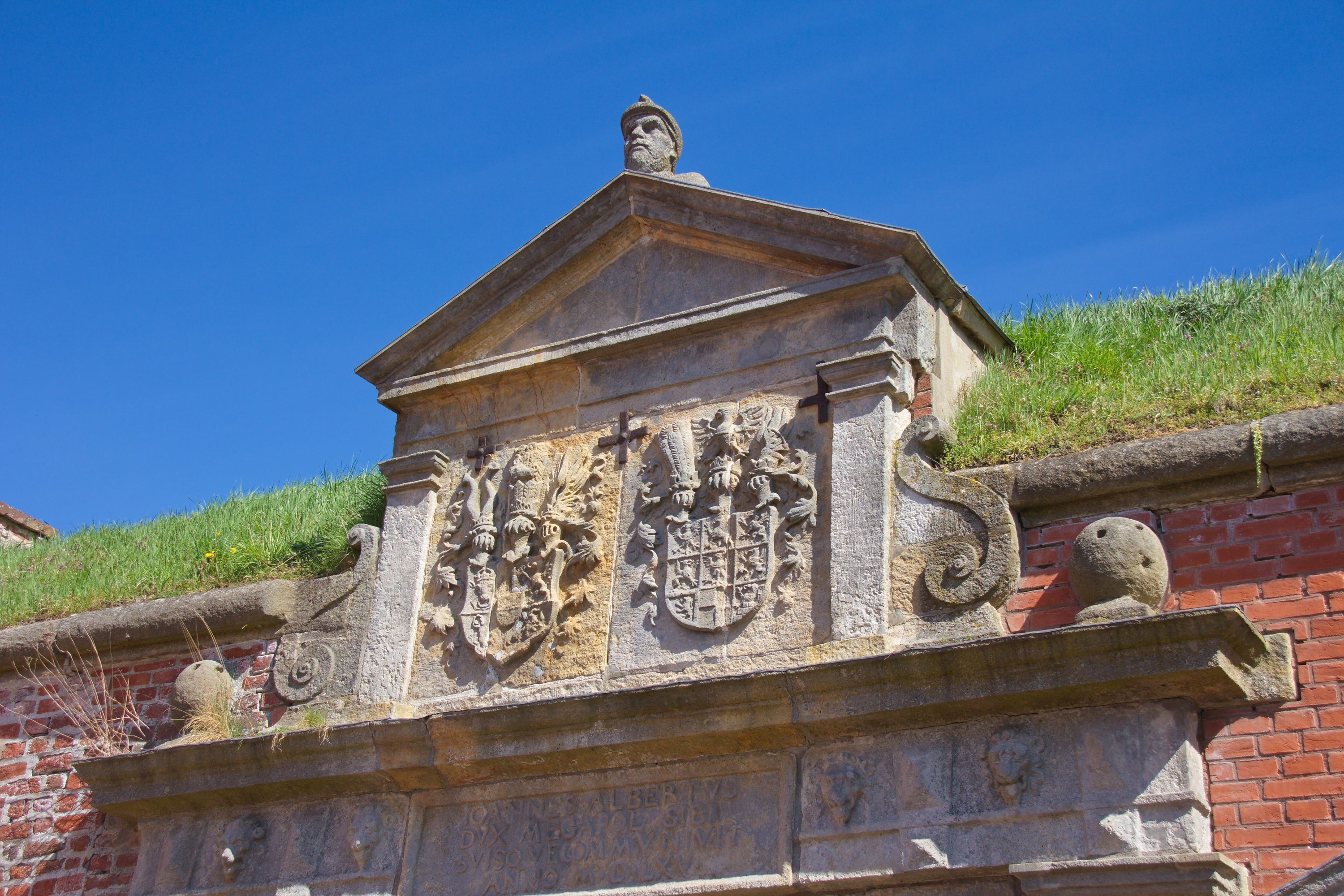
Wappen über dem Eingang zur Festung Dömitz in Dömitz

Über dem Hauptportal der Festung sind die Wappen von Herzog Johann Albrecht I. von Mecklenburg-Schwerin und Anna Sophie von Preußen angebracht. Beide heirateten am 24. Februar 1555 in Wismar. Das Paar hatte drei Kinder.

### Militärische Nutzung bis 1894

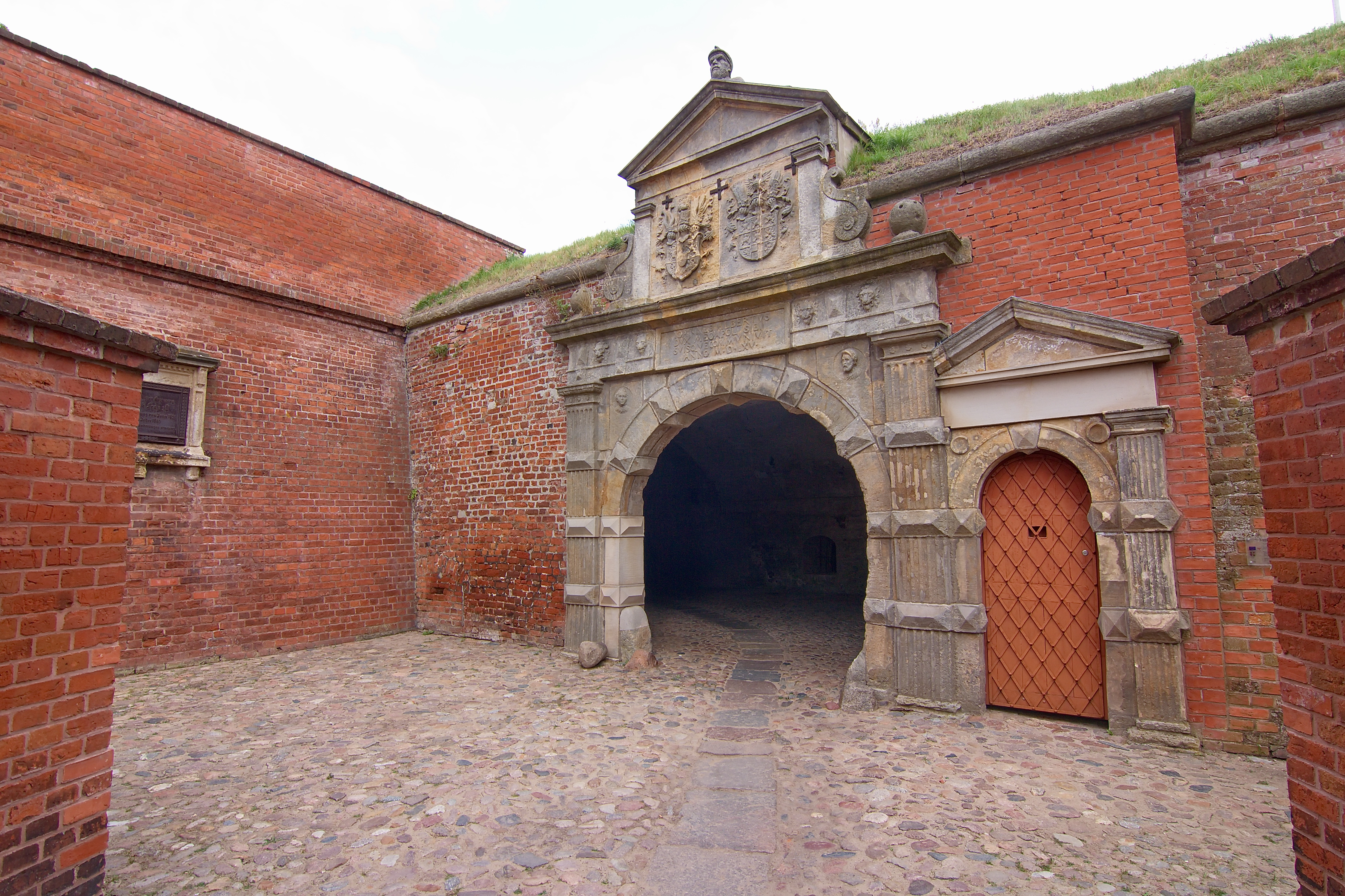
Renaissanceportal Festung Dömitz

Lageplan der Festung um 1700

Der mecklenburgische Herzog Johann Albrecht I. ließ die größte Festung Mecklenburgs in den Jahren 1559 bis 1565 erbauen, um die Südwestgrenze Mecklenburgs und die Elbübergänge zu sichern. Die Gesamtanlage wurde von dem Italiener Francesco a Bornau geplant. Sie entstand in nur sechs Jahren, wozu Johann Albrecht I. in der Nähe eigens eine Ziegelei errichten ließ und sogar Maurer aus Italien beschäftigte, um den Arbeitskräftemangel im Umland auszugleichen. Die Zitadelle zeigt einen fünfeckigen Grundriss mit 5 Bastionen. Die Bastionen tragen (beginnend am Eingangstor und weiter im Uhrzeigersinn) die Namen Kavalier, Held, Drache, Greif und Burg. Alle Bastionen besitzen Kasematten. Die Kurtinen zwischen den Bastionen sind bis zu neun Meter hoch.
Im Dreißigjährigen Krieg dienten Ort und Festung als Stützpunkt für wechselnde Parteien, unter anderem auch für Tilly und Wallenstein. Dabei wurde 1635 der gesamte Ort im Rahmen der Schlacht bei Dömitz niedergebrannt. Die Stadt war spätestens seit Mitte des 17. Jahrhunderts von einer Wallanlage mit davor liegendem Wassergraben befestigt, wie aus den Stadtplänen der damaligen Zeit zu entnehmen ist. Seit 1705 wurde die Festung auch als „Irrenhaus“ und Gefängnis benutzt. Im Jahr 1719 verlegte Herzog Karl Leopold seinen Regierungssitz nach Dömitz, bevor er es 1723 wieder verlassen musste. 1755 wurden das Zucht- und Irrenhaus weiter ausgebaut. In der zweiten Hälfte des 18. Jahrhunderts wurde die Bastion Greif erheblich umgebaut. Ihre Kasematten erhielten in den beiden Flanken je drei Geschützstände und der Eingang wurde für die direkte Einfahrt von Fuhrwerken hergerichtet. 1809 fanden in Dömitz Kämpfe im Rahmen der Befreiungskriege gegen Napoleon statt. Dabei wurden die Festung und die Stadt von holländischen und französischen Truppen beschossen und eingenommen. Im Jahre 1830 wurde das „Irrenhaus“ nach Schwerin verlegt. Der Schriftsteller Fritz Reuter, der in niederdeutscher Sprache schrieb, verbrachte auf der Festung von 1838 bis 1840 den letzten Teil seiner Festungshaft. Er wurde am 25. August 1840 entlassen. In seinem Buch Ut mine Festungstid („Aus meiner Festungszeit“) berichtet er über diese Zeit und seinen Rückweg von dort nach Stavenhagen. Seit 1843 wurde das Gefängnis nicht mehr für zivile Insassen genutzt.
Unter der Regierung von Großherzog Friedrich Franz II wurde die Festung in der Mitte des 19. Jahrhunderts wieder umfangreich renoviert. Die Außenmauern der Bastionen und Kurtinen wurden ausgebessert oder teilweise neu aufgemauert. Bei der Bastion Drache wurden die gemauerten Flanken durch steile Erdböschungen ersetzt. Zur zusätzlichen Verteidigung entstand daher zwischen der Bastion und dem Innenhof eine Zwischenmauer mit Zugbrücke und Schießscharten. Beim Bau der Eisenbahnbrücke über die Elbe im Jahr 1870 wurden der Berlin-Hamburger Eisenbahn-Gesellschaft folgende Bauauflagen erteilt, um die Brücke gegen einen Elbübertritt des Feindes verteidigen zu können: „Die Elbbrücke bei Dömitz darf höchstens 2000 Schritt von der Zitadelle zu Dömitz entfernt sein und muß eine Drehbrücke, ähnlich wie bei der Brücke zu Hämerten enthalten. Außerdem sind zwei Strompfeiler mit Demolierungsminen zu versehen und die beiderseitigen Zugänge der Brücke durch tambourartige Abschlüsse mit Wachtblockhäusern zu sichern.“
1894 beendete das Militär die Nutzung der Festung.

### Zivile Nutzung ab 1894

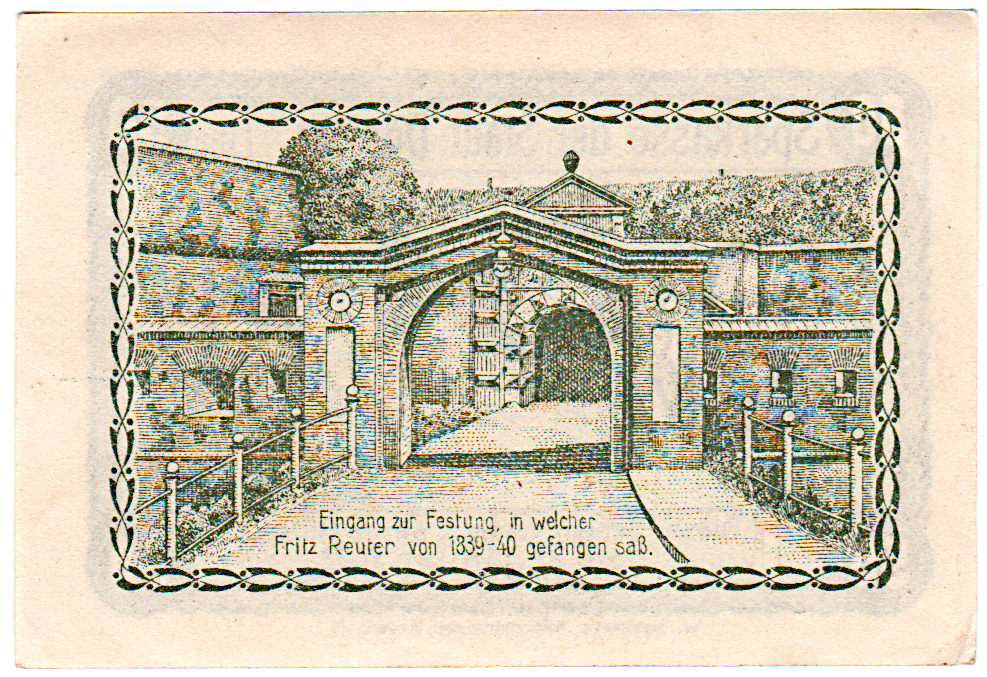
Der Eingang der Festung Dömitz, auf einem Notgeldschein aus Dömitz von 1921.

Die Gebäude wurden kurz nach Aufgabe der Festung zum Teil mit Wohnungen ausgebaut oder als Verwaltungsgebäude genutzt. Das ehemalige Gebäude des Zucht- und Irrenhauses wurde abgerissen und mit dem anfallenden Steinschutt ein Damm anstelle der Zugangsbrücke am Festungseingang aufgeschüttet. Im Innenhof entstand in den 1920er Jahren ein Festplatz.
1953 wurde ein Museum zur Region und Stadt Dömitz im Kommandantenhaus eröffnet. Durch seine unmittelbare Nähe zur Innerdeutschen Grenze lag Dömitz im Sperrgebiet und die Zitadelle war für ausländische Besucher nicht zugänglich. Dies änderte sich erst 1973 mit der Aufhebung des Sperrgebietes für Dömitz und der  Einführung des kleinen Grenzverkehrs. Der Innenhof, das Heimatmuseum sowie die Bastion Burg waren wieder für die Allgemeinheit zugänglich. 1975 wurde die Zitadelle unter Denkmalschutz gestellt. Die Grenzbefestigungen auf der Elbseite wurden zuvor weiter ausgebaut. Auf der Festungsmauer, elbseitig, wurde ein Posten des Grenzbatailions Dömitz postiert. Zudem wurden das Glacis teilweise eingeebnet sowie die Fenster der Bastionen zugemauert, was durch die fehlende Belüftung zu einem Anstieg der Feuchtigkeit und den damit verbundenen Frostschäden im Mauerwerk führte.
Nach der Wiedervereinigung wurde die Zitadelle renoviert und wird seitdem als Museum und Veranstaltungsort für kulturelle Zwecke genutzt. Inzwischen sind bis auf die Kasematten der Bastion Held alle Bereiche wieder für Besucher zugänglich. Im Heimatmuseum werden mehrere Ausstellungen zur Geschichte der Festung und der Stadt Dömitz gezeigt. Im Turmgebäude befindet sich eine Galerie mit wechselnden Kunstausstellungen. Auf der Freilichtbühne im Hof finden regelmäßig Konzerte und Theateraufführungen statt. 2013 wurde der Zugangsdamm wieder durch eine Brückenkonstruktion mit Zugbrücke ersetzt. 2015 wurden die Ausstellungsräume in der Bastion Greif mit der Ausstellung „Im Grunde“ in Betrieb genommen. Diese gehört gemeinsam mit dem Zeughaus zum Besucherinformationszentrum des UNESCO-Biosphärenreservates Flusslandschaft Elbe-Mecklenburg-Vorpommern, das seit April 2013 auf der Festung ansässig ist.

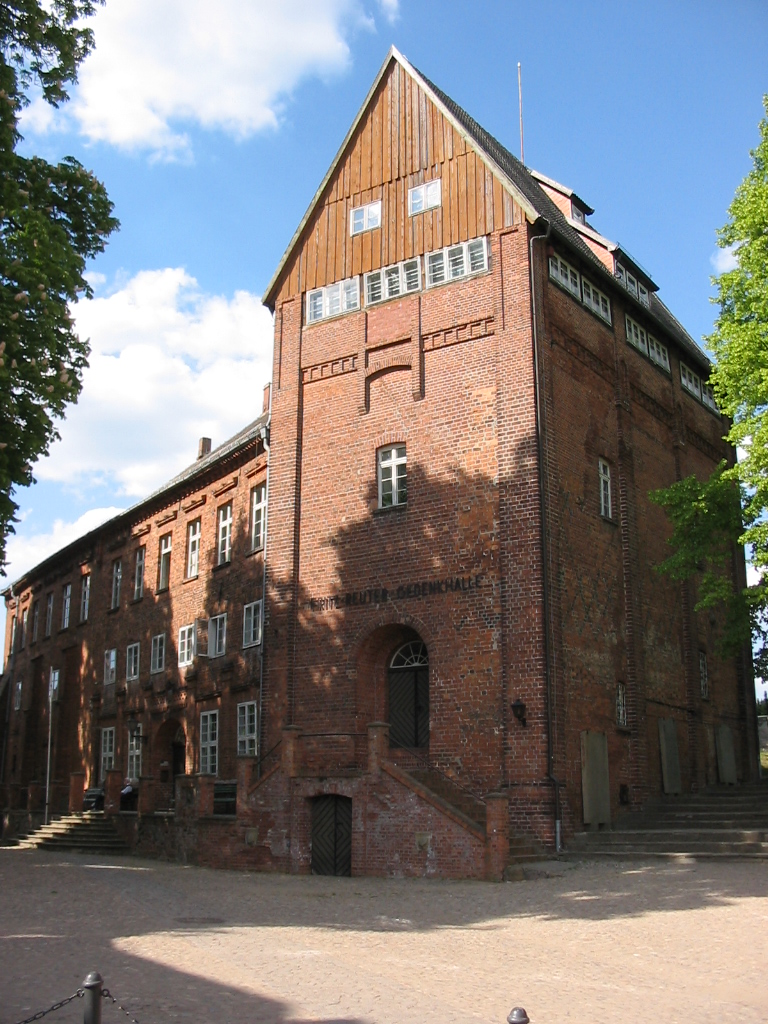
Museumsgebäude im Innenhof der Festung
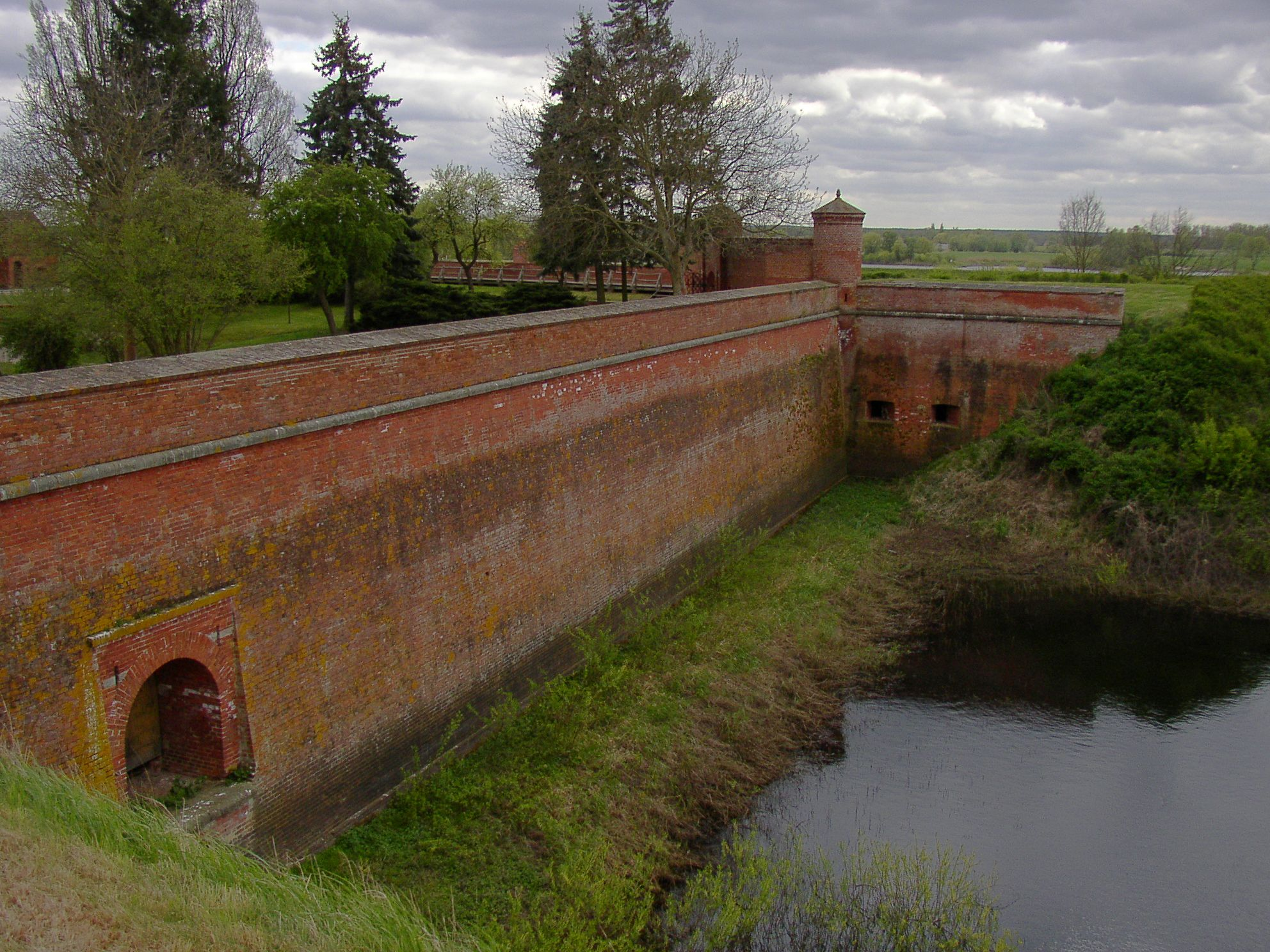
Kurtine und Bastion Drache
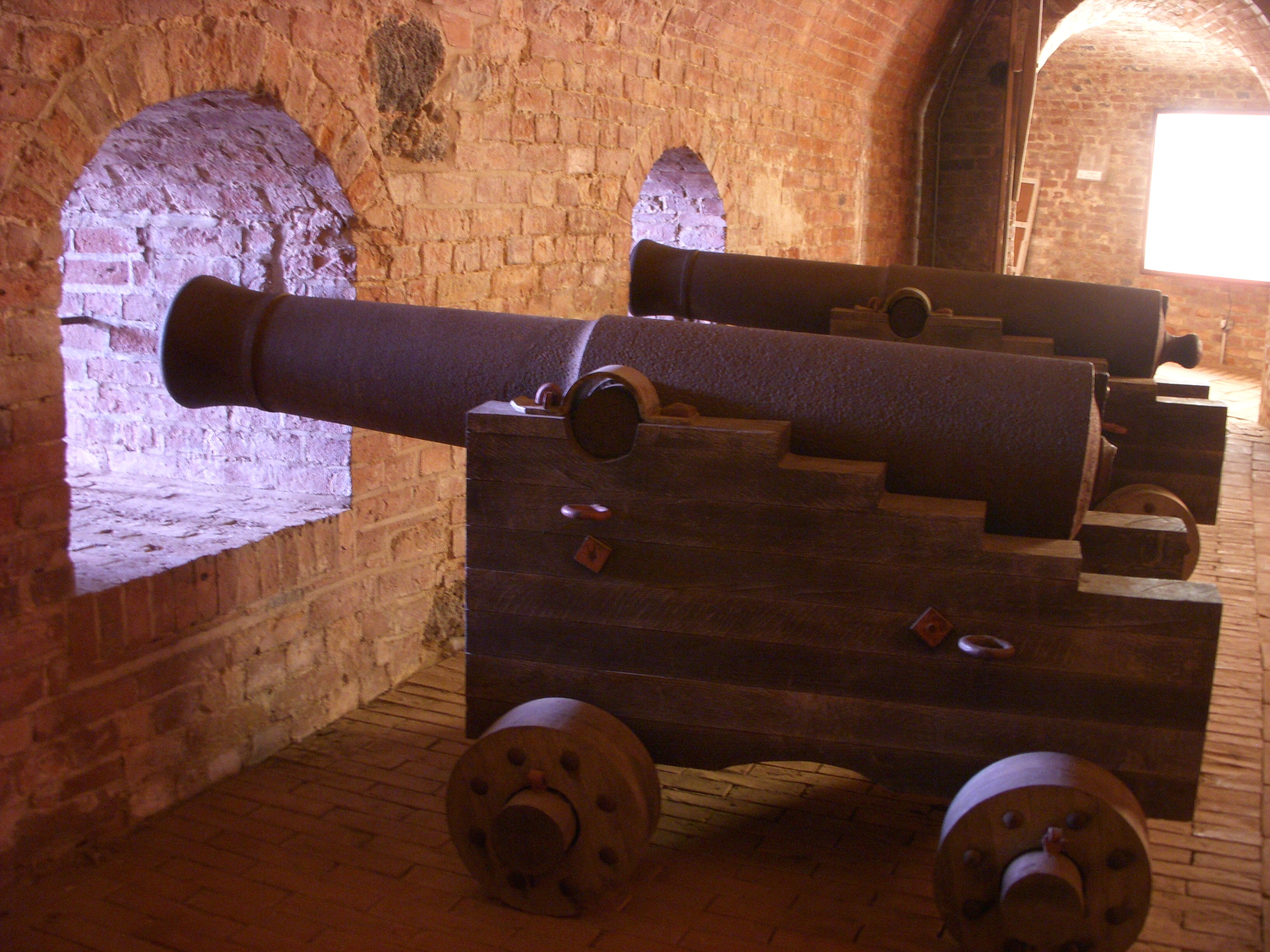
Kanonen in einer Kasematte (Rekonstruktion)
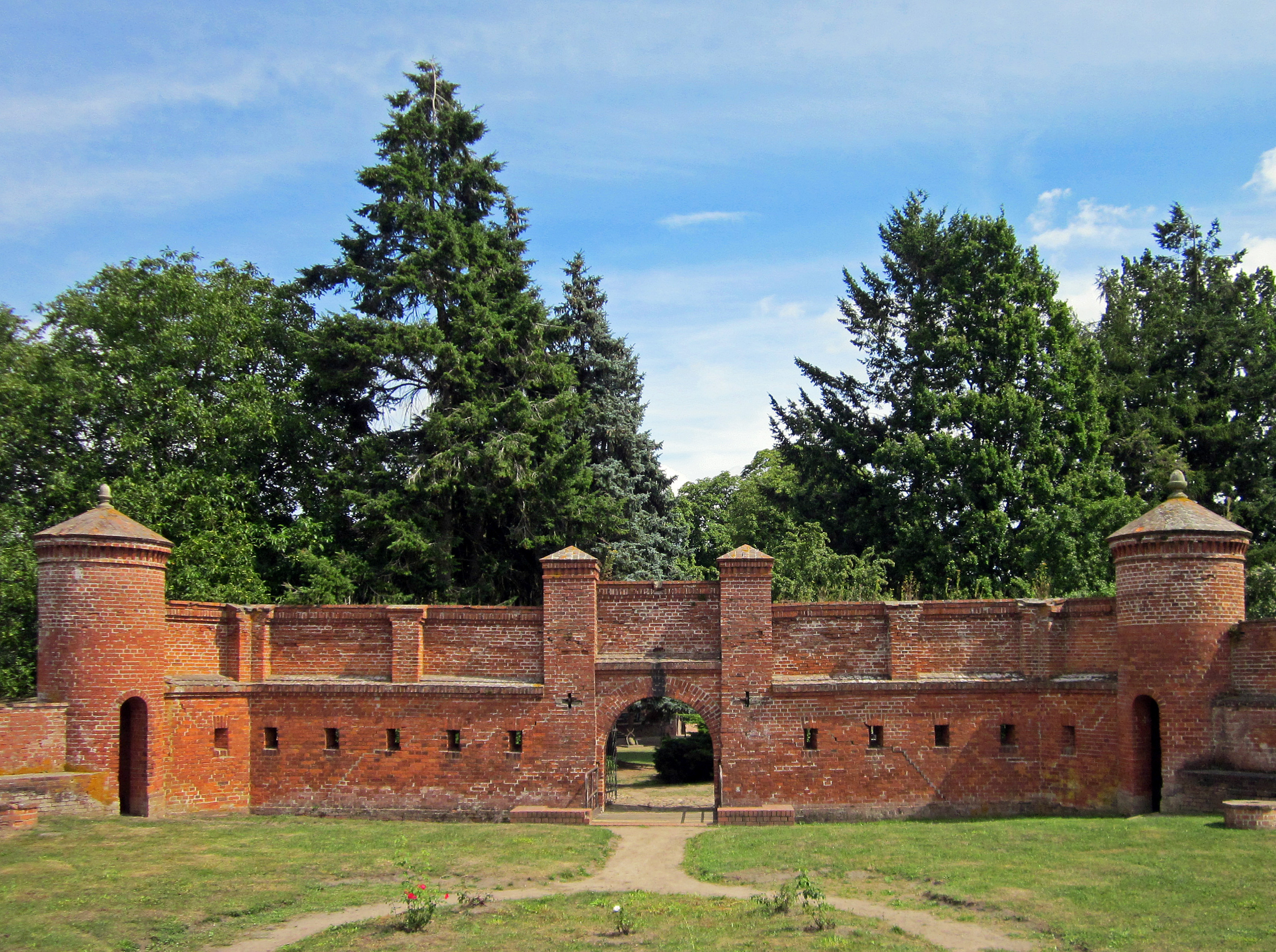
Zwischenmauer an der Bastion Drache
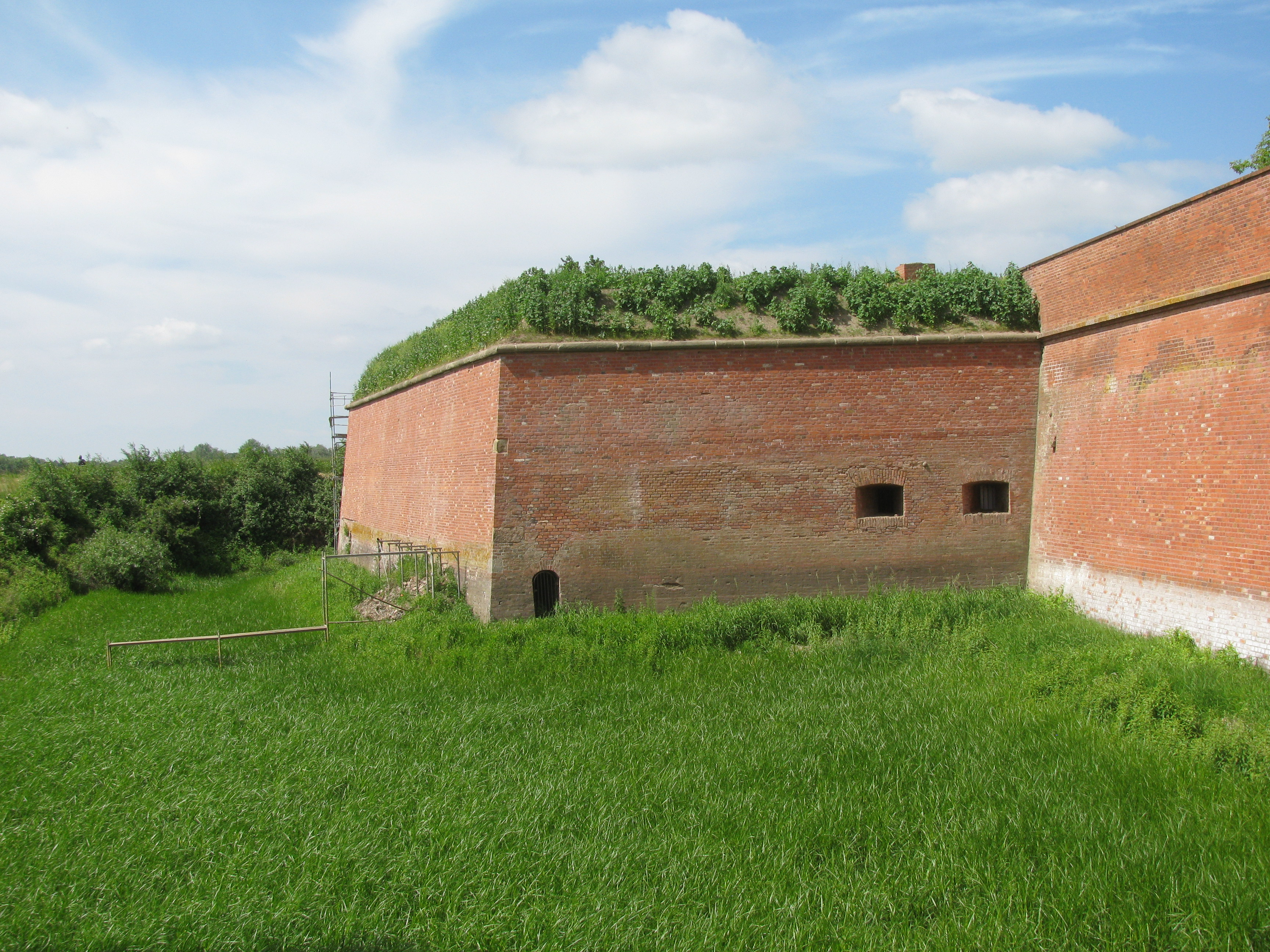
Bastion Held